# Elole
Elole – nigeryjski, a wcześniej radziecki okręt patrolowy z okresu zimnej wojny, jedna z trzech pozyskanych przez Nigerię jednostek projektu 199. Okręt został zbudowany w stoczni numer 5 w Leningradzie i w 1967 roku zakupiony przez Marynarkę Wojenną Nigerii. Jednostka została skreślona z listy floty w 1975 roku.

## Projekt i budowa
Okręty patrolowe projektu 199 zostały zaprojektowane w biurze konstrukcyjnym CKB-5 w Leningradzie jako modyfikacja kutrów torpedowych projektu 183. Jednostki pozbawiono wyrzutni torped, wyposażono natomiast w sonar i broń ZOP. Okręty, zbudowane w ilości 52 sztuk, używane były przez Wojska Pograniczne KGB.
Przyszły „Elole” zbudowany został pomiędzy 1955 a 1959 rokiem w stoczni numer 5 w Leningradzie.

## Dane taktyczno-techniczne
Okręt był przybrzeżnym patrolowcem, przystosowanym do zwalczania okrętów podwodnych. Długość całkowita wynosiła 25,5 metra, szerokość 6,24 metra i zanurzenie 1,45 metra. Wyporność standardowa wynosiła 71 ton, a pełna 83 tony. Okręt napędzany był przez cztery 12-cylindrowe, czterosuwowe silniki wysokoprężne M-50F o łącznej mocy 4800 koni mechanicznych (KM), poruszające czterema śrubami o stałym skoku. Maksymalna prędkość okrętu wynosiła 35 węzłów. Zasięg wynosił 1000 Mm przy prędkości 12 węzłów (lub 570 Mm przy prędkości 30 węzłów). Energię elektryczną zapewniały dwa generatory wysokoprężne o mocy 17 KM i jeden pomocniczy o mocy 2 KM. Autonomiczność wynosiła 5 dób.
Uzbrojenie artyleryjskie jednostki składało się z dwóch podwójnych działek przeciwlotniczych 2M-3M kal. 25 mm L/82. Broń ZOP stanowiły dwa miotacze bomb głębinowych BMB-2 i dwie zrzutnie bomb głębinowych (z łącznym zapasem 36 bomb). Wyposażenie radioelektroniczne obejmowało radar Zarnica, sonar Tamir-11 i system rozpoznawczy „swój-obcy” Chrom.
Załoga okrętu składała się z 2 oficerów oraz 21 podoficerów i marynarzy.

## Służba
W 1967 roku okręt został zakupiony przez Nigerię z ZSRR i pod nazwą „Elole” wszedł w skład Marynarki Wojennej Nigerii (wraz z bliźniaczymi „Ekpen” i „Ekun”). Jednostka została skreślona z listy floty w 1975 roku.